# それでも僕には夢がある。
『それでも僕には夢がある。』は演劇集団STaGe☆PaRaNoRMaLの森下健土が作・演出する舞台。初演はLover' Projectが主催の2016年2月。
近未来の無人島となったニッポンに住む動物が平和を望み、環境破壊やニッポンの観光地開発のために動物狩りを企むニンゲンとの争いを描く。動物たちはニンゲンから逃げるため、グランドフォレストというでんの森に辿り着く。

## 登場人物・キャスト
| 役名       | キャラクター                                                                                 | 楽曲              | 2016年               |
| ---------- | -------------------------------------------------------------------------------------------- | ----------------- | -------------------- |
| アスカ     | ニッポンに住むオスライオン。優しい心を持ち、種族問わず家族として接する。                     |                   | 山本恭大             |
| シスファ   | アスカの妻であるメスライオン。アスカ同様心優しいお母さんのような存在。                       | Hope to night     | 古屋華蓮／佐藤成実   |
| ルナ       | アスカとシスファの子ライオン。ハルと心を通わすことができる。                                 | Believe your wish | 安藤京香             |
| メリア     | アスカとシスファの子ライオン。ルナの双子の妹で少し体が弱い。ニッポンでニンゲンに殺害される。 |                   | 三條菜津美／上月咲季 |
| ハル       | グランドフォレストの女神。ルナと心を通させ、動物たちをグランドフォレストへと導く。           | Believe your wish | 小林美沙紀           |
| ストリー   | ニッポンに住むメスの豹。彼女以外の豹は絶滅している。ヤマトを毛嫌いしながらも好意がある。     |                   | 酒井明日香           |
| ヤマト     | ニッポンに住むオスの猿。家族の明るいお兄さんキャラクター。ストリーに恋心を寄せる。           |                   | 寺中空良             |
| フィズ     | グランドフォレストに住むメスの鹿。強がっているが寂しがりな一面もある。                       |                   | 三條綾音／HaRu       |
| ニーニ     | グランドフォレストに住むメスのウサギ。相当のビビりで相当のニンゲン嫌い。                     |                   | 和久愛               |
| カルー     | ニッポンに住むメスのペリカン。とても天然で陽気な性格をしている。                             |                   | 星見澄香             |
| ワンゴラ   | 観光地開発を行う軍に所属する陸曹。動物を惨殺するニンゲン。マイメロディーが好き。             |                   | 永尾圭司             |
| グリーミー | 観光地開発を行う軍に所属する兵士。かなりのビビりで童貞。                                     |                   | 金沢光耀             |

## スタッフ
- 脚本　：森下健土(2016)
- 演出　：森下健土(2016)
- 振付　：亀丸世奈(2016)
- 音響　：音暢みやび(2016)
- 美術　：川西聡(2016）
- 舞台監督：川西聡(2016）
- 音楽　：森下健土(2016)
- 主催　：Lover Project(2016)
- 制作協力：株式会社スターダストプロモーション・株式会社テアトルアカデミー・株式会社リアルム・OFFICE MINAMIKAZE